# Хлопковое
Хлопковое (до 1948 года Бюйте́нь; укр. Хлопкове, крымскотат. Büyten, Буйтен) — исчезнувшее село в Красногвардейском районе Республики Крым, располагавшееся на юго-западе района, в степной части Крыма, включённое в состав Ленинского, сейчас — южная часть села.

## История
Первое документальное упоминание села встречается в Камеральном Описании Крыма… 1784 года, судя по которому, в последний период Крымского ханства Бютень (записано как Биоктен) входил в Акмечетский кадылык Акмечетского каймаканства.
После присоединения Крыма к России (8) 19 апреля 1783 года, (8) 19 февраля 1784 года, именным указом Екатерины II сенату, на территории бывшего Крымского Ханства была образована Таврическая область и деревня была приписана к Перекопскому уезду. После Павловских реформ, с 1796 по 1802 год, входила в Акмечетский уезд Новороссийской губернии. По новому административному делению, после создания 8 (20) октября 1802 года Таврической губернии, Бютень был включён в состав Кучук-Кабачской волости Перекопского уезда.
По Ведомости о всех селениях в Перекопском уезде состоящих с показанием в которой волости сколько числом дворов и душ… от 21 октября 1805 года в деревне Биютень числилось 6 дворов, 42 крымских татарина и 3 ясыров. На военно-топографической карте генерал-майора Мухина 1817 года Биютень обозначен с 14 дворами. После реформы волостного деления 1829 года Буйтен, согласно «Ведомости о казённых волостях Таврической губернии 1829 года» отнесли к Агъярской волости (переименованной из Кучук-Кабачской). На карте 1836 года в деревне 6 дворов, а на карте 1842 года Бюйтень обозначен условным знаком «малая деревня», то есть, менее 5 дворов.
В 1860-х годах, после земской реформы Александра II, деревню включили в состав Айбарской волости. В «Списке населённых мест Таврической губернии по сведениям 1864 года», составленном по результатам VIII ревизии 1864 года, Буйтень — деревня общины немецких колонистов с 20 дворами и 142 жителями при колодцах. По обследованиям профессора А. Н. Козловского начала 1860-х годов, вода в колодцах деревни была пресная, а их глубина составляла 10—15 сажени (21—32 м). Согласно «Памятной книжке Таврической губернии за 1867 год», деревня Бюйтень была покинута жителями в 1860—1864 годах, в результате эмиграции крымских татар, особенно массовой после Крымской войны 1853—1856 годов, в Турцию и заселена колонистами немцами собственниками. По энциклопедическому словарю «Немцы России», в 1861 году, лютеранами и евангелистами, выходцами из беловежских колоний, было возрождено поселение под названием Гернгильф (нем. Herrenhilf), или Грингельер, но в конце устоялось прежнее — Бютень. На 1867 год в колонии Герренгильф действовало начальное училище с обучением на немецком языке. На трёхверстовой карте Шуберта 1865—1876 года Бюйтень обозначен, как Гернфельд с 24 дворами. В 1881 году, по данным энциклопедического словаря «Немцы России», в деревне был 191 житель, на 1886 год в немецкой колонии Буйтень или Герренгилф, согласно справочнику «Волости и важнѣйшія селенія Европейской Россіи», проживал 191 человек в 26 домохозяйствах, действовал протестантский молитвенный дом. В «Памятной книге Таврической губернии 1889 года» по результатам Х ревизии 1887 года записан Грингельер Григорьевской волости с 30 дворами и 228 жителями.
После земской реформы 1890 года, Бютень сделали центром Бютеньской волости. Согласно «…Памятной книжке Таврической губернии на 1892 год», в деревнях Бютень и Киябак вместе, входивших в Бютеньское сельское общество, было 328 жителей в 59 домохозяйствах. «…Памятной книжке Таврической губернии на 1900 год» в деревне числилось 482 жителя в 28 дворах, на 1902 год в деревне работали врач и фельдшер.. В 1904 году в деревне 270 жителей, в 1911—315. На 1914 год в селении действовало ссудо-сберегательное товарищество. По Статистическому справочнику Таврической губернии. Ч.II-я. Статистический очерк, выпуск пятый Перекопский уезд, 1915 год, в селе Бютень Бютеньской волости Перекопского уезда числилось 34 двора (24 двора с землёй, 10 — безземельные) с немецким населением в количестве 237 человек приписных жителей и 267 — «посторонних», из которых 271 мужчин и 223 женщины. Жители владели 2270 десятинами удобной земли. В хозяйствах имелось 286 лошадей, 267 волов, 197 коров и 322 головы мелкого скота, которое к 1918 году сократилось до 283. На 1917 год в селении действовало ссудо-сберегательное товарищество. В мае 1918 года в деревне прошла конференция немцев, на которой присутствовало около 400 делегатов не только из Крыма, но из Мелитополя, Бердянска, Херсона, Одессы, и члены Курултая Ю. Б. Везиров и А. С-А. Озенбашлы, на которой обсуждался вопрос об отношении к гарманской оккупации.
После установления в Крыму Советской власти и учреждения 18 октября 1921 года Крымской АССР, в составе Симферопольского уезда был образован Биюк-Онларский район, в состав которого включили село. В 1922 году уезды получили название округов. 11 октября 1923 года, согласно постановлению ВЦИК, в административное деление Крымской АССР были внесены изменения, в результате которых был ликвидирован Биюк-Онларский район и село включили в состав Симферопольского. Согласно Списку населённых пунктов Крымской АССР по Всесоюзной переписи 17 декабря 1926 года, в селе Бютень, Биюк-Онларского сельсовета Симферопольского района, числилось 88 дворов, из них 84 крестьянских, население составляло 491 человек, из них 457 немцев, 29 русских, 3 украинца, 1 татарин, 1 записан в графе «прочие», действовала немецкая школа. Постановлением КрымЦИКа «О реорганизации сети районов Крымской АССР» от 15 сентября 1930 года был вновь создан Биюк-Онларский район, теперь как немецкий национальный (указом Президиума Верховного Совета РСФСР № 621/6 от 14 декабря 1944 года переименованный в Октябрьский) и Бютень, с населением 502 человека, включили в его состав. Вскоре после начала Великой Отечественной войны, 18 августа 1941 года крымские немцы были выселены, сначала в Ставропольский край, а затем в Сибирь и северный Казахстан.
После освобождения Крыма от немецкой оккупации 12 августа 1944 года было принято постановление № ГОКО-6372с «О переселении колхозников в районы Крыма», по которому в район из Винницкой и Киевской областей переселялись семьи колхозников. С 25 июня 1946 года селение в составе Крымской области РСФСР. Указом Президиума Верховного Совета РСФСР от 18 мая 1948 года, Бютень переименовали в Хлопковое. 26 апреля 1954 года Крымская область была передана из состава РСФСР в состав УССР. Время включения в Амурский сельсовет пока не установлено: на 15 июня 1960 года село уже числилось в его составе. Указом Президиума Верховного Совета УССР «Об укрупнении сельских районов Крымской области», от 30 декабря 1962 года Октябрьский район был упразднён и Хлопковое присоединили к Красногвардейскому району. После этого, в период с 1962 по 1968 годы село присоединили к Ленинскому.

### Динамика численности населения
| - 1805 год — 45 чел. - 1864 год — 142 чел. - 1886 год — 191 чел. - 1889 год — 228 чел. - 1892 год — 328 чел. - 1900 год — 482 чел. | - 1904 год — 270 чел. - 1911 год — 315 чел. - 1915 год — 237/267 чел. - 1926 год — 491 чел. - 1935 год — 502 чел. |

## Известные уроженцы
- Реймген, Александр Георгиевич (1916—1991) — немецкий советский писатель, поэт и драматург